# 구자명 (기업인)
구자명(具滋明, 1952년 11월 25일 ~ 2014년 11월 26일)은 대한민국의 기업인이다.
LS그룹을 창업한 구태회 LS 전선 명예회장과 고(故) 최무 여사의 셋째 아들로, 고 구인회 LG그룹 창업주, 고 구평회 E1 명예회장, 고 구두회 예스코 명예회장의 조카이다.

## 생애
경기고등학교와 서울대학교 정치학과, 미국 조지워싱턴대 법과대학원을 졸업했다. LG칼텍스정유 상무이사, LG상사 부사장, 극동도시가스 대표이사, 예스코 대표이사 등을 거쳤으며, 2005년부터 LS-Nikko동제련 대표이사 회장에 취임 후 전기동 사업의 경쟁력을 강화, 해외자원 개발, 도시광산 개발 등으로 사업 영역을 넓혔으며 연구개발(R&D) 역량을 끌어올리며 LS-Nikko동제련의 매출액을 2012년 대비 4배 이상인 9조원대로 늘이는 등 '한국의 구리왕'이라 불리기도 했다. 그러나 담도암 발병으로 2007년과 2011년 수술을 받으며 건강이 악화돼 2014년 3월 대표이사 자리에서 물러났다. 2014년 11월 26일 오후 8시 30분, 서울아산병원에서 향년 63세로 별세했다.

## 학력
- 경기고등학교
- 서울대학교 정치학 학사
- 페어리 디킨슨 대학교 정치학 석사
- 조지 워싱턴 대학교 행정학 석사

## 경력
- LS-Nikko동제련(주) 회장, (주)예스코 회장
- 주한 칠레 명예영사
- 前 한국비철금속협회 회장

## 수상
- 동탑산업훈장 / 제 14회 가스안전촉진대회
- 은탑산업훈장 / 제 47회 납세자의 날
- 육십억 불 수출의 탑 / 제 49회 무역의 날
- 올해의 카퍼맨 수상 (The Copper Man of the Year, 2013) / The Copper Club, Inc.

## 가족 관계
- 할아버지 구재서(具再書)
- 할머니 진양 하씨(晉陽 河氏)
- 큰아버지  구인회 (1907년 ~ 1969년)
- 큰어머니 허을수 (1905년 ~ 1986년)
  - 아버지 구태회 (1923년 ~ 2016년)
  - 어머니 최무 (1922년 ~ 2012년)
    - 누님 구근희 (1943년 ~ )
    - 형님 구자홍 (1946년 ~ 2022년)
    - 형수 지순혜 (1947년 ~ )
      - 조카 구진희 (1977년 ~ )
      - 조카 구본웅 (1979년 ~ )

    - 누님 구혜정 (1948년 ~ )
    - 형님 구자엽 (1950년 ~ )
    - 형수 김태향 (1950년 ~ 2012년)
      - 조카 구은희 (1976년 ~ )
      - 조카 구본규 (1978년 ~ )

    - 아내 조미연 (1953년 ~ )
      - 장남 구본혁 (1978년 ~ )
      - 장녀 구윤희 (1983년 ~ )
      - 사위 정대현 정인욱 강원산업 그룹 회장 장손 정도원 회장 아들

    - 동생 구자철 (1956년 ~ )
    - 제수씨 홍정원 (1956년~)
      - 조카 구원희 (1982년 ~ )
      - 조카 구본권 (1984년 ~ )

  - 숙부 구평회 (1926년 ~ 2012년)
  - 숙모 문남
  - 숙부 구두회 (1928년 ~ 2011년)
  - 숙모 유한선